# Álex Rodríguez Ledezma
Álex Raúl Rodríguez Ledezma (Panama, 5 agosto 1990) è un calciatore panamense, portiere del Tauro e della nazionale panamense.

## Carriera

### Club
Nell'estate 2015 passa dallo Sporting San Miguelito al San Francisco.

### Nazionale
Debutta nella Nazionale maggiore nel gennaio 2013 in un'amichevole contro il Guatemala. Viene convocato, senza giocare, per la CONCACAF Gold Cup 2013.
Viene convocato per la Copa América Centenario del 2016.
Viene convocato anche per il Mondiale 2018, che è il primo disputato nella storia della selezione panamense.

## Statistiche

### Cronologia presenze e reti in nazionale
| Cronologia completa delle presenze e delle reti in nazionale ― Panama | Cronologia completa delle presenze e delle reti in nazionale ― Panama | Cronologia completa delle presenze e delle reti in nazionale ― Panama | Cronologia completa delle presenze e delle reti in nazionale ― Panama | Cronologia completa delle presenze e delle reti in nazionale ― Panama | Cronologia completa delle presenze e delle reti in nazionale ― Panama | Cronologia completa delle presenze e delle reti in nazionale ― Panama | Cronologia completa delle presenze e delle reti in nazionale ― Panama |
| Data                                                                  | Città                                                                 | In casa                                                               | Risultato                                                             | Ospiti                                                                | Competizione                                                          | Reti                                                                  | Note                                                                  |
| --------------------------------------------------------------------- | --------------------------------------------------------------------- | --------------------------------------------------------------------- | --------------------------------------------------------------------- | --------------------------------------------------------------------- | --------------------------------------------------------------------- | --------------------------------------------------------------------- | --------------------------------------------------------------------- |
| 13-1-2013                                                             | Panama                                                                | Panama                                                                | 1 – 0                                                                 | Guatemala                                                             | Amichevole                                                            | -                                                                     |                                                                       |
| 1-6-2013                                                              | Panama                                                                | Panama                                                                | 1 – 2                                                                 | Perù                                                                  | Amichevole                                                            | -2                                                                    |                                                                       |
| 18-2-2016                                                             | El Chorrillo                                                          | Panama                                                                | 1 – 0                                                                 | El Salvador                                                           | Amichevole                                                            | -                                                                     |                                                                       |
| 16-3-2016                                                             | Managua                                                               | Nicaragua                                                             | 1 – 0                                                                 | Panama                                                                | Amichevole                                                            | -1                                                                    |                                                                       |
| 28-4-2016                                                             | Fort-de-France                                                        | Martinica                                                             | 0 – 2                                                                 | Panama                                                                | Amichevole                                                            | -                                                                     |                                                                       |
| 25-10-2017                                                            | Saint George's                                                        | Grenada                                                               | 0 – 5                                                                 | Panama                                                                | Amichevole                                                            | -                                                                     |                                                                       |
| 11-6-2022                                                             | Montevideo                                                            | Uruguay                                                               | 5 – 0                                                                 | Panama                                                                | Amichevole                                                            | -                                                                     | 78’                                                                   |
| Totale                                                                |                                                                       | Presenze                                                              | 7                                                                     |                                                                       | Reti                                                                  | -8                                                                    |                                                                       |